# Lobelia villosa
Lobelia villosa là loài thực vật có hoa trong họ Hoa chuông. Loài này được (Rock) H.St.John & Hosaka mô tả khoa học đầu tiên năm 1938.